# Plotička makedonská
Plotička makedonská (Pachychilon macedonicum) je druh drobné balkánské sladkovodní ryby.

## Výskyt
Vyskytuje se v řekách a jezerech Severní Makedonie a Řecka (povodí Egejského moře).

## Popis a ekologie
Dosahuje délky až 20 cm.[zdroj⁠?!] Od plotičky albánské (Pachychilon pictum) se liší širokým černým pruhem od špičky hlavy ke středu základny ocasní ploutve, oddělujícím stříbřité břicho od tmavě hnědého hřbetu, a svisle protáhlou černou skvrnou na ocasní bázi.
Žije v hejnech ve stojatých a mírně tekoucích vodách s bohatou vegetací. Je ohrožena kvůli ztrátě přírodního prostředí a znečištění.